# 陈定模
陈定模（1939年2月—），中华人民共和国政治人物、中国共产党党员，是苍南县龙港镇（今龙港市）的第一任中共党委书记，在1980年代主导建设了刚刚设立的龙港镇。陈定模以购地建房、经商办企业的农民都可自理口粮迁户口进城的模式进行户籍改革，并且率先推行土地有偿使用，建立了龙港镇。该镇也被誉称为“中国第一座农民城”，已于2019年由经济发达镇直接升格为县级市。1993年起下海经商，先后在山西太原、河北唐山开平、福建宁德等地进行房地产、商场的开发。1996年，在龙港创立民办巨人中学并担任该校的董事长。1998年，被评为“改革开放温州20年十大风云人物”。2008年，被评为“中国改革开放30年30名农村人物”。

## 生平

### 早年经历
陈定模1939年2月生于平阳县钱库陈家堡村（今属苍南县）的一个贫农家庭。他的父在他8岁时逝世，家里面一共有7个子女，都依靠母亲养大。小学毕业后，考上了平阳中学，仅仅读了一个学期后因家庭经济困难而退学:3。15岁时，随母亲到苍南桥墩、福建福鼎逃荒。17岁时，他返回家乡，成为新华书店的一名营业员。19岁时，独自离开家乡，到举目无亲、语言不通的平阳县山门区工作。最初在平阳县绿矾厂工作当工人，后来因工厂解散转职到山门供销社做物价员。三年自然灾害期间，目睹平阳的平原地区灾民前往山区，借山民的地瓜求生，并参与对家乡难民的接济。:3-4陈定模自称早年经历令他对农民的疾苦深有体会，因此“迫切地想让老百姓过上好日子”。

#### 任职医院
文化大革命期间，陈定模一直在供销社系统里工作:4。1977年，陈定模从供销社部门经理被调入平阳县委宣传部工作，随后被下派到平阳县医院做工作组组长。当时，平阳县医院95%的工作人员因为犯“路线错误”而被隔离审查，接受学习教育。陈定模到任后，采取了三项措施：取消各类学习班，让“有问题”的工作人员正常上岗工作；每周召开病人代表座谈会，为医生护士提意见，表扬口碑好的医生，并改善医院的整洁卫生；促请医院工作人员主动归还文革期间私自拿走的医疗器械和医学书籍，感谢工作人员对这些物件的保管，并表扬主动归还者、批评不归还者。三个月内，由于不搞路线斗争，医院工作人员对陈定模感到感激，医院也不再混乱。当年，平阳县医院被评为温州市先进单位。:4-5正当内部消息传闻陈定模要担任平阳县医院党委书记时，陈定模向中共党组织要求回到平阳县宣传部工作，一是因为作为医学外行领导内行，二是因为他在医院的改革已经引起了私下的举报，不想授人以柄:5。

#### 宣传工作
陈定模在医院任职后，回到平阳县宣传部:5，担任党组成员和理论组组长，先后两次被派到省委参与一个月时长的“真理标准讨论会”，陈定模自称“讲课内容开放、新鲜，讨论十分激烈，给我带来很大思想冲击”。当时，全国各地已经开展了关于“实践检验真理的唯一标准”的大讨论，意识形态领域的新思想、新动态正在社会上出现。1979年时，陈定模在一场科局级干部会议上作《对毛主席评价要一分为二》的报告，称解放思想就必须批判毛泽东晚年的错误思想，引起在场干部哗然:6。尽管平阳县委副书记李长茂劝诫陈定模管住嘴、小心出事，陈定模回应称会独自承担责任，并在一年内在平阳县内举行了43场报告会:7。

#### 农村工作
1979年，陈定模被派往平阳县腾蛟区担任工作组组长，县委要求他制止“单干风”和做好冬种工作。陈定模抵达腾蛟后，开始对当地展开基层调研：他发现，人民公社这种劳动组织形式挫伤了农民工作的积极性，农民认为干好干坏都一个样；他还发现，农民认为自己改变不了政府的政策，因此采取消极怠工的方式。他私下以县委工作组的名义告知农民可以采取“谁种归谁”的办法，腾蛟区带溪乡等地的农民一改消极态度积极耕作，当年即取得了大丰收。在腾蛟区的一场会议上，陈定模做了《集体生产的弊病》的报告，形容集体主义的生产方式是“出工人叫人，下地人等人，干活儿看人，收工人赶人，评分论工吵死人”，并且以腾蛟的事迹来证明单干的好处。:7-8
1981年3月，陈定模回到自己的家乡:9，担任中共苍南县钱库区委书记兼区长。期间，他鼓励农民转变职业，从事小商品批发经营。到1983年时，其所任职的钱库的小商品市场已经成为温州地区十大专业商场之一。

### 主政龙港
1983年时，龙江港区设镇获批，由五个渔村建立龙港镇；当时的龙港面积仅有7.2平方公里，人口8000余人，连公路都不通。但在当时，龙港无法获得国家投资，建设迟缓。苍南县委在龙港召开现场办公会，向龙港周边的金乡、钱库、宜山的干部求龙港建设之策。陈定模在会上建言，由金乡、钱库、宜山三区在龙港分别建一条街，动员三区先富起来的农民去投资落户，这一建议受到县委领导的当场支持。返回钱库后，陈定模成立了龙港投资办公室，发动了900多户专业户、个体户报名前去龙港投资。但当陈定模携带材料抵达龙港时，其投资请求却被当地以土地征用、劳动力安排、粮食、看病等问题为由当场拒绝。
当时还处于计划经济年代，农民脱离土地后粮食问题如何解决成为了前所未有的难题，阻碍着农民迁居龙港。陈定模觉得自己可能要失信于民，随后主动请缨调职到龙港去；当时的他所主政的钱库区有9个乡、34个村、17万人口，而龙港连一家理发店都还没有。1984年6月3日清晨，他先后找到苍南县的县委书记、县长、副书记、组织部长等，承诺：“让我去龙港吧，不要县里一分钱，3年建起像样的镇！”当天，中共苍南县委召开紧急常委会议，任命陈定模为龙港镇党委书记。
1984年6月，陈定模被任命为龙港镇的第一任党委书记后，从钱库乘船来到龙港报到，和他一同来的还有7个自告奋勇跟随他的干部。当时的龙港党委只有8个人与3000元经费，镇干部商议如何建城后一致认定最需要的是人。从1950年代起，中国大陆实行高度集中的计划经济，人口被分为居民户口和农民户口，居民户口者世世代代使用商品粮，农民户口则世世代代吃自己种的粮食。长期推行的城乡二元结构和严格的户籍管理制度下，人口流动极其困难。在当时的制度下，有许多农民有进城的愿望。

#### 改革举措
陈定模在阅读1984年国务院一号文件时发现，尽管该文件规定农民离土不能离乡，但也写明“允许农民自理口粮进城务工经商”，认为可以允许农民进城落户。在中共苍南县委的支持下，龙港政府发文指出，在当地购地建房、经商办企业的农民可自理口粮迁户口到当地。这在当时是全国首创的户籍改革。陈定模在回忆时称，做出这段决策是得益于真理标准讨论所带来的思想解放：他曾在任职平阳县委宣传部时参加省委的真理标准讨论会，受到了极大思想冲击。
陈定模在报章上看见国外的城市透过出让土地获取资金来建设城市后，将这一做法拿来为当地所用。在陈定模主政下，龙港镇不依赖财政拨款建设城镇，提出“谁建设，谁投资，谁受益”的口号，推行土地有偿使用。陈定模还制定了一系列优惠政策吸引人才，如愿意到镇上工作的在职和离休医师给予一切可能的方便，为愿意调职到龙港的医师有限分配建房用地。还欢迎省外、县外单位到龙港建立办事处。设立中转仓库、商场等，会给予地皮方便并协助其业务。
1984年7月，《温州日报》头版刊出《龙港对外开放的决定》，公布8条优惠政策吸引农民进城，并且提出了“地不分东西，人不分南北，谁投资谁受益，谁出钱谁盖房，鼓励进城，共同开发”的口号。龙港镇在同月组建了“欢迎农民进城办公室”及有四十多名成员的宣传队。陈定模还率领“农民进城宣传队”，使用手绘的规划图，到各地动员农民落户和建城。

#### 农民建城
户籍和土地使用的重大改革引发了农民的造城热潮：当时，镇政府会议室的龙港规划图前，每天都是人挤人；龙港在短短30天内就收到了5000多户农民的进城申请，两个月内筹措到将近千万的建设费用。大量人涌入到龙港落户，使得过往的审批制度难以负荷，为简化业务，苍南县委、县政府决定将8个部门的印章捆在一起盖，而陈定模则进一步提出要求把审批权交给龙港，并愿意自己承担责任，最后受到了苍南县的同意。龙港的城镇建设在1985年达到高峰，3000多间楼房在镇上建设，有37支建筑工程队、4000多个木匠、泥水匠、3000多个杂工加上房屋主人在内的万余人在当地进行建设。到1987年，进城落户的农民达到6300多户，当地人口达到3万人，且建成有5所学校、7所幼儿院、3座电影院及一座标准溜冰场。到1989年时，龙港的人口已经超过了4万人。龙港也因此被誉为“中国第一座农民城”。

### 布道十年
龙港的改革备受关注，1984年到1988年期间，凡是到访温州的高级干部必然会到龙港:115-116，但其改革举措也引发质疑。陈定模回忆称，每当有谣传陈定模被捕时，他都会骑着自行车在镇子里绕三圈，在大街口和民众聊天，以让民众对改革举措放心。1987年，陈定模在龙港与10名专家展开对话，为自己的土地政策辩护。1988年，陈定模因为龙港干部建房问题接受调查，但调查证明其清白。1989年5月，陈定模从龙港镇委书记离任，后调任苍南县体制改革委员会主任。1989年，陈定模因为“无视上级三令五申，为其母丧事大操大办”被撤职。1990年11月，陈定模还处于调查期间，中国国情研究会发来调借函，邀请他到北京工作，受到苍南县委书记同意后离职:112。1991年，前往北京，担任中国国情研究会的常务理事及开发部主任，期间常常到中国各地展开调研。当时的中国国情研究会还是一个学者云集的机构，陈定模是惟一的小学文化水平者。1991年，受经济学家于光遠介绍，前往广西北海谋划再造一座“农民城”，但由于北海的体制和政策原因未能成功，随后淡出政坛。:115-117

#### 招商引资
邓小平1992年南方谈话后的第二年，陈定模决定下海经商，他先后在山西太原、河北唐山开平、福建宁德等地进行房地产、商场的开发；陈定模形容自己过于耿直，在商场的经历并不理想。陈定模首先成立了温州房地产开发公司，在龙港等地开发经济型商品房。后来受到山西省省委书记王茂林的邀请，组织温州商人到山西投资创业:117。1993年，他在太原建立太原商贸城。担任董事长期间，他将摊位无偿给下岗职工和军人家属使用两年，并为这两个群体提供免费的医疗服务:117。1996年，宁德市的党委领导来到温州招商，邀请陈定模前去投资经商。陈定模在1996年到1997年期间，召集了300多名商人前去投资宁德的原华侨农场地块:120。1998年，太原商贸城获得朱镕基的访问，访问期间陈定模针对朱镕基对温州产品的质量问题的质疑辩护:119。

#### 改镇设市
陈定模长期关注龙港改设立市的诉求，并多次受邀讨论城镇化和强镇扩权等议题。尽管拥有众多人口，龙港受制于镇，陈定模批评“龙港已是城市的规模，却仍是乡村的配置”。据陈定模本人回忆，他从1980年代开始就谋划重组龙港周边的镇区设市，但在当时阻力很大。1988年，他谋划重组龙港周边镇区，成立三江市，但受到县、市阻力。1996年，他会同一些龙港的企业家成立了“龙港建市促进会”，旨在推动龙港与对岸鳌江镇组建副地级城市，并且组织张贴标语等活动，最终在温州市政府的干预下解散。浙江省有关领导回复相关诉求时称：龙港现在不宜建市，建市要水到渠成。
《中国证券报》转述陈定模的观点称，中国作为一个大国，各地地情不同，不能用顶层设计一个模式来进行城市化。各地应当根据当地经济、环境、文化、观念的不同，从实际出发，走适合各自情况的城镇化道路。他自称早在1980年代即提出了梯度城市化的观点，即大、中、小城市和小城镇协同发展，建设不同规模和不同层次的城市。他认为，社会上对城镇化的争议点在土地、资金、就业、农村等方面，这也是龙港镇刚设立时的主要矛盾，却在实践中一一排除了。
陈定模接受《中国新闻周刊》采访时表示，他认为龙港镇设市后“首先四套班子得有，但人大政协只设工作组，市领导交叉任职；其次，取消乡镇一级；提倡‘小政府和大社会’，政府放开的事可以让社会组织来做”。2019年8月，龙港镇撤镇设立县级市，采取大部制，不设立下辖乡镇。据《温州晚报》报道，陈定模观看了在杭州举行的龙港撤镇设市新闻发布会的直播，并在结束后对《温州晚报》记者表示对龙港市的未来充满期待。

#### 投身教育
1996年，在龙港创立民办巨人中学并担任该校的董事长，此后一直致力于学校事业：在1996年创立巨人中学后，一直都会去巨人中学按时上班，并称愿意将余生献给教育事业:121。近年来，还有出席过温州市民办普通高中联谊会、温州市黑龙江商会苍平办事处迎接巨人中学新教师等活动。

## 家庭
陈定模已婚，并有子女。据陈定模自己透露，妻子曾经在苍南县粮食部门做会计，出身亦贫寒；长子退伍后曾经进入银行系统工作，后改行做饮料批发生意；长孙曾在上海的一家外贸公司工作，后来亦选择自己经商，经营进口产品代理工作；二儿子和三儿子均在苍南县的税务部门工作。

## 荣誉与评价
1990年代，吴晓波曾去温州进行调研，汇报中央政府。期间和陈定模吃饭，陈定模对他说“吴先生，你知道吗，中国改革开放，所有改革都是从违法开始的，所以你必须要支持我”。吴晓波在2017年时的跨年演说中，自称受到此话震撼，而将之写进了《激荡三十年》中。
1998年夏天，陈定模在宁德进行房地产开发，与经济学家于光远与原中宣部部长朱厚泽见面后，三人与当地官员召开座谈会，于光远在会上说：“人有三种，一是天才、二是人才、三是蠢才。花大钱办小事是蠢才；花小钱办大事是人才；不花钱办大事是天才。”并称身边的陈定模是“不花钱办大事的天才”。
《南方周末》在2003年10月23日发表了《陈定模布道十年》的文章，其间描述了陈定模在2003年接受中国各地领导邀请访问的密集行程，并评论道：“十多年过去了，当年龙港改革的孤胆英雄，今天仍然是一些地方政府官员的思想资源。”:115
1998年，陈定模被评为“改革开放温州20年十大风云人物”。2008年，被评为“中国改革开放30年30名农村人物”。

## 争议与调查

### 土地使用
龙港建设最大的争议是土地的使用：根据1984年龙港开放时的法律法规，土地不得进行买卖。尽管陈定模透过一张规划图纸获得了1.2亿的建设费用，但也给他带来了政治风险。龙港镇开放后的第三个月，就有调查工作组悄悄进驻龙港镇，随后向温州市人大提案称陈定模“毁田建房”，使得陈定模获得领导召见批评，被要求限期整改。
为了使得龙港可以继续发展下去，陈定模开始阅读马列主义经典著作，为自己提供理论依据。马克思在《资本论》引述威廉·佩蒂的话，说：“土地是财富之母。”恩格斯曾说过：“地租，土地所有者凭借土地所有权而获得的收入。”陈定模认为“土地有偿使用”是可行的。他根据马克思《资本论》中的“级差地租理论”，对龙港4.1平方公里的土地按照不同地段以“公共设施费”的名义，向进城投资的农民收费。
1987年，《农民日报》极其严厉地批评龙港镇“毁田建房”。当年6月，陈定模邀请该报主编、中国农村问题专家张广友和中国社会科学院教授马家驹等10人来龙港进行对话。专家问：土地怎么能商品化？陈定模则回应称，当下的土地并非真正的国有化，一旦土地划拨给谁，土地接受者实际上拥有了土地，并反问国家得到了什么。他提议用地租的形式确保土地国有化。专家问：是否太过西化、不符合国情？陈定模答，至少在龙港行得通，反问为何城市建设赶不上趟，城市居民为何因走路难、吃水难、上学难而困扰。陈定模指出，城市的土地没有价值，国家没有钱再开发，而龙港的每一寸土地都有价值，并且会因为建设而更贵，正是利用土地出让所得，龙港才能搞市政建设。
1988年，全国人大修改《宪法》，首次以法律形式认可将土地使用权商品化，使得土地问题最终得以解决。

### 干部建房
1988年，浙江省纪委派人来调查陈定模是否在坊间议论的龙港干部建房问题有不当行为。调查组由省、市、县三级纪委60多人组成，并且设立了检举箱。陈定模被捕的谣言也随之而来，甚至于陈定模的亲友前来都不敢说是来找陈定模的，要在办公室前先张望观察一下。调查组在龙港蹲点了7个月，审计局则查账3个多月，最终得出结论称：“老陈工作是有成效的，在群众中威望是很高的，我们没有发现有经济问题……”
这一结论引起陈定模的不满。结果公布后不久，有中央领导视察，陈定模就把整他的事、整他的人和盘托出，他说：“多数人看，少数人干，个别人还捣蛋，看的管干的，捣蛋的告干的，组织上查干的，结果？大家都不想干。”他的说法引起了中央领导的愤慨和随行高级官员的尴尬和紧张。陈定模说，其爱人在此期间对其十分信任，认为他不存在廉洁问题，给予了他极大的精神支持。

### 大办丧事
1989年12月底，陈定模81岁的母亲去世，他虑及自己在龙港的地位，公布讣告：遵照先母遗嘱，丧事简办，谢绝送礼。他还将来送花圈的人记录在册，有186个花圈，其中150个为私人赠送。但调查组称有260个花圈，并称有专人守候数花圈。陈定模之兄陈定汉在出殡游行期间给陈定模戴上的表示戴孝的草绳圈也被视为党员干部“封建迷信”的证据。于是，陈定模因为“无视上级三令五申，为其母丧事大操大办”被撤职，被迫离职。

## 拓展阅读
- 陈冠柏. . 文汇月刊. 1987, (1): 140-148.[永久]
- 吴晓波. . . 杭州: 浙江文艺出版社. 1997. ISBN 7-5339-1023-0.
- . 腾讯新闻. 2018-07-11  [2019-09-04]. （原始内容存档于2019-09-04）.
- 吴逢旭; 陈文苞. . 杭州: 浙江人民出版社. 2008. ISBN 978-7-213-03830-3.